# Église Saint-Siméon-le-Stylite de Nijni Novgorod
L'église Saint-Siméon-le-Stylite (Церковь преподобного Симеона Столпника, Симеоновская) est une église orthodoxe de Nijni Novgorod en Russie, située dans l'enceinte du Kremlin de Nijni Novgorod, dans sa partie nord, à droite de la tour Saint-Jean dans le jardin du Gouverneur.
Une première église est construite en brique en 1743, à la place d'un ancien monastère détruit par un incendie en 1715. L'église est à l'origine une église paroissiale et à partir de 1827 elle devient une église de garnison. Elle est donnée en 1837 à la communauté des coreligionnaires vieux-ritualistes. Elle est fermée au culte par les autorités communistes en 1923 et détruite à la fin de l'année 1928 pour servir de matériau de construction. Elle est reconstruite en 2020-2021 pour le huitième centenaire de la ville.

## Histoire

### Monastère Saint-Siméon
Il se trouve à l'origine un monastère placé sous le vocable de saint Siméon le Stylite construit à la fin du XIVe siècle ou au début du XVe siècle. Le monastère est mentionné pour la première fois dans la lettre de retrait de 1538-1539 des baillis de Nijni Novgorod, des greffiers de la ville et du tribunal. Selon ce document, une zone résidentielle est attribuée le long de la rue Semionovskaïa (Saint-Siméon), près du vieux Saint-Siméon. On suppose que ce dernier est soit le monastère lui-même, soit l'église.
Dans le Livre des Scribes de 1621-1622, le monastère est décrit de la manière suivante:
« Sous la montagne, près du grand pont, se trouve le monastère Saint-Siméon avec l'église Saint-Siméon-le-Stylite et l'autel secondaire de la Présentation au Temple de la Très Pure Mère de Dieu, et sous l'église l'autel de sainte Parascève. L'église surmontée d'un chatior est en bois avec un grand porche...et dans le clocher il y a des cloches et à côté tout le nécessaire pour les laïcs. Le monastère comprend la cellule de l'higoumène et trois cellules de moines, ainsi que les Saintes portes et un hospice. »

### Église paroissiale

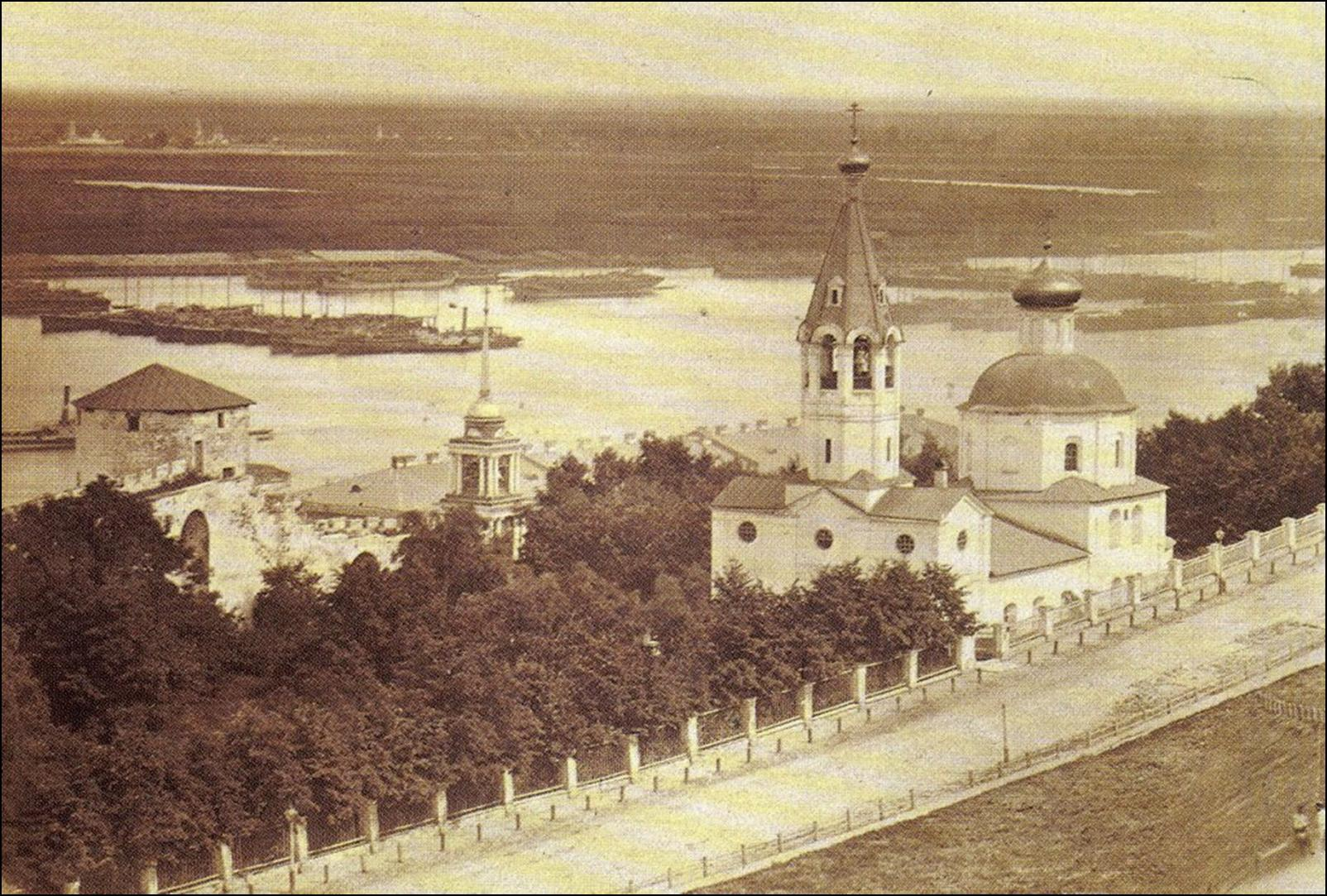
Vue de l'église après réaménagements dans les années 1850-1860 (photographie de 1880).

Le monastère et l'église sont détruits par un incendie le 25 juin 1715. Le monastère est donc supprimé et une nouvelle église est construite selon une date indiquée par un inventaire des possessions d'Église de 1846-1861: « Cette église Saint-Siméon a été construite avec des dons en 1743 en l'honneur de la Présentation au Temple de la Très Sainte Mère de Dieu avec un autel dédié à saint Siméon le Stylite. » La date spécifiée d'achèvement des travaux apparaît dans d'autres documents .
Pendant plus de quatre-vingts ans, elle a le statut d'église paroissiale sous administration diocésaine. Elle dessert aussi à partir de 1778 la garnison de Nijni Novgorod. Par un décret du Saint-Synode du 30 mai 1827, elle devient église de garnison perdant son statut d'église paroissiale. À la fin de l'année 1837, elle est mise au service de la communauté des coreligionnaires (en échange de leur ancienne église du Saint-Esprit, devenue église de garnison).
Selon l'inventaire des biens de l'église de 1828-1840, à cette époque, le chevet de l'église était recouvert de fer blanc, la croix en était faite et le toit était recouvert de tôle. Le clocher était recouvert de tuiles et surmonté d'une croix en fer « treillis » doré; six cloches y étaient installées, la plus grosse pesait soixante-seize pouds et seize livres.
Un nouveau clocher est installé en 1848-1850, reprenant l'allure de l'ancien, mais plus haut. Il s'agissait d'un quadrilatère, auquel jouxtaient des dépendances à deux niveaux sous des toits à pignon, sur lesquelles un deuxième niveau avec des fenêtres rondes était placé. Vraisemblablement, au même moment, l'ancienne couverture en forme de chatior est remplacée par une nouvelle en forme de dôme. Tous les travaux de construction du milieu du XIXe siècle sont achevés en 1861, lorsque l'ancien chevet de l'église est remplacé par un nouveau chevet en bois.
À la fin du XIXe siècle, l'église est restaurée avec pose de stucs sur les murs et le clocher, réfection des toits et des fodnations, etc. Les croix et la coupole sont redorées en 1899, de nouvelles portes de chêne installées, etc..

### Démolition et reconstruction

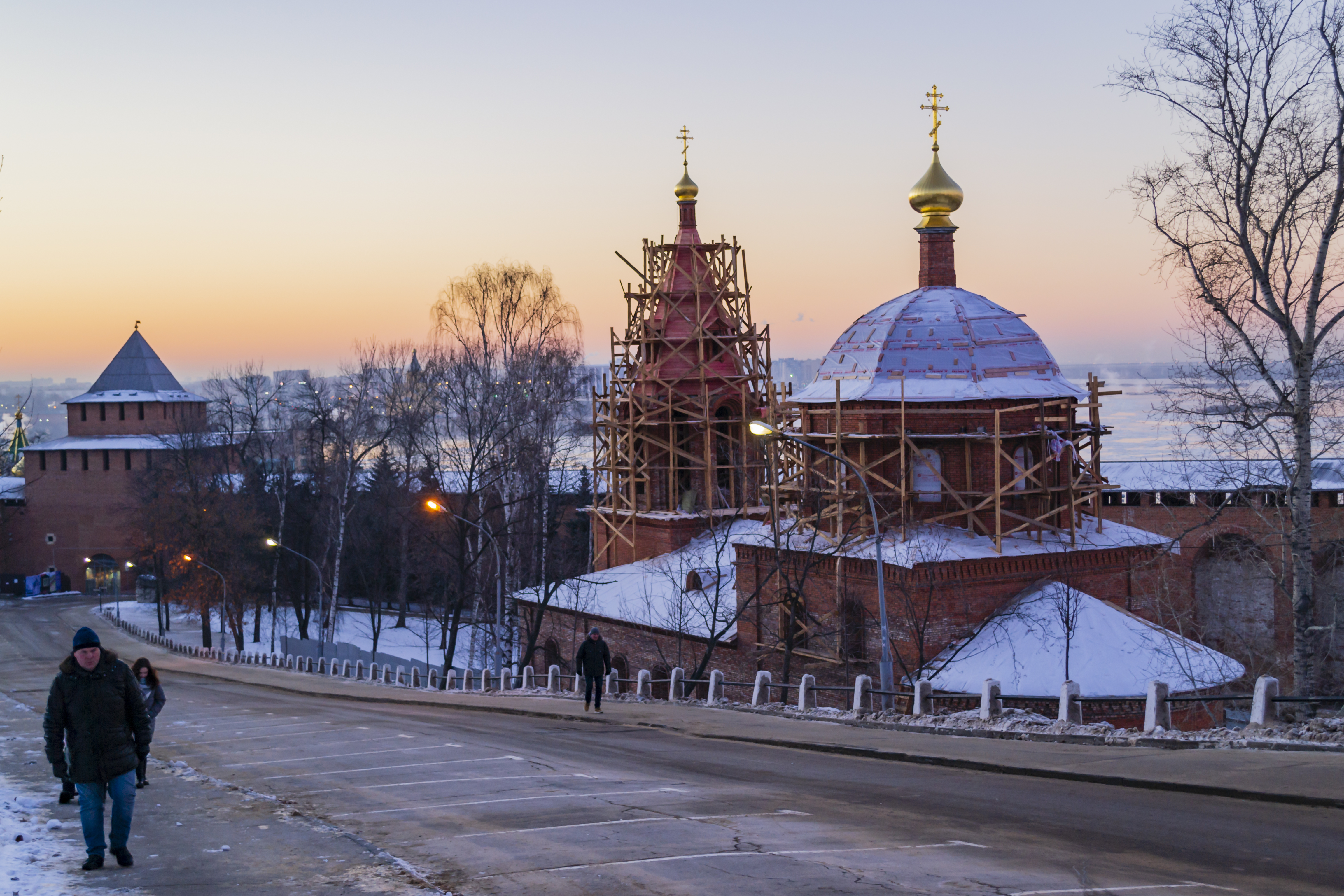
Reconstruction en décembre 2020.

Pendant les toutes premières années de l'époque soviétique, l'église est conservée comme inscrite au patrimoine architectural. Le culte y est célébré jusqu'à la fin de l'année 1923; mais plus tard la communauté paroissiale est supprimée et une partie des biens mobiliers et des objets de culte est confisquée pour être versée à la commission des fonds d'État. Finalement, l'église est déclarée comme « sans intérêt particulier » et les autorités recommandent de la démolir. En avril 1925, elle sert de club de réunion pour la jeunesse du Komsomol.
La question de sa démolition est posée de nouveau en 1928 par les autorités, ses briques devant servir de matériau de construction. Elle est donc démolie à l'automne 1928, à l'aide d'explosifs. Dans les années 1960, son emplacement est inclus dans le lieu de promenade de l'ancien jardin du Gouverneur et l'on érige en 1976 un petit monument de calcaire en souvenir des premiers habitants et une aire de sources en moëllons et pierres de calcaire.
L'institut d'archéologie de l'Académie des sciences de Russie commence à fouiller l'emplacement en 2018; les spécialistes mettent au jour près de neuf cents sépultures datant des XVe et XVIe siècles. Plus tard, il est décidé de faire renaître l'église dans son aspect historique, mais les plans diffèrent des gravures et photographies d'avant 1917 ayant servi de documents de base, en ce qui concerne notamment le clocher qui est à deux niveaux et les dépendances plus basses sur les côtés du quadrilatère, constituant un seul ensemble avec l'église-réfectoire. Elle est proche ainsi de l'aspect qu'elle avait avant les réaménagements des années 1850, comme l'on peut en juger d'après le tableau d'Andreï Martynov (voir la galerie). Le clocher ressemble à celui que l'on trouve dans le paysage de Nikanor Chernetsov, réalisé dans les années 1830. La première pierre est bénie le 3 juin 2020; cinq mois plus tard, le 3 novembre, les restes découverts lors des fouilles archéologiques sont réenterrés et les coupoles et les croix sont bénies.
Au moment des festivités du huitième centenaire de la fondation de la ville pendant l'été 2021, l'église prend son aspect final. Les onze cloches (de la firme des frères Chouvalov de Toutaïev) sont bénies le 7 octobre. L'église est consacrée le 31 décembre 2021, et un service liturgique est célébré le 1er avril 2022 par le métropolite de Nijni Novgorod et Arzamas, Georges (Danilov).

## Galerie

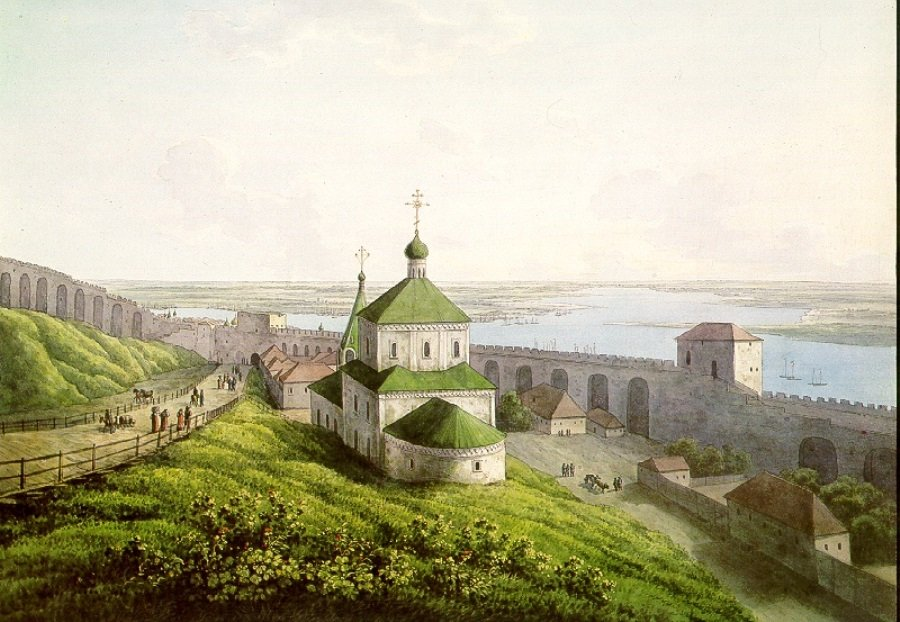
Vue de l'église Saint-Siméon-le-Stylite dans un tableau d'Andreï Martynov (1806)
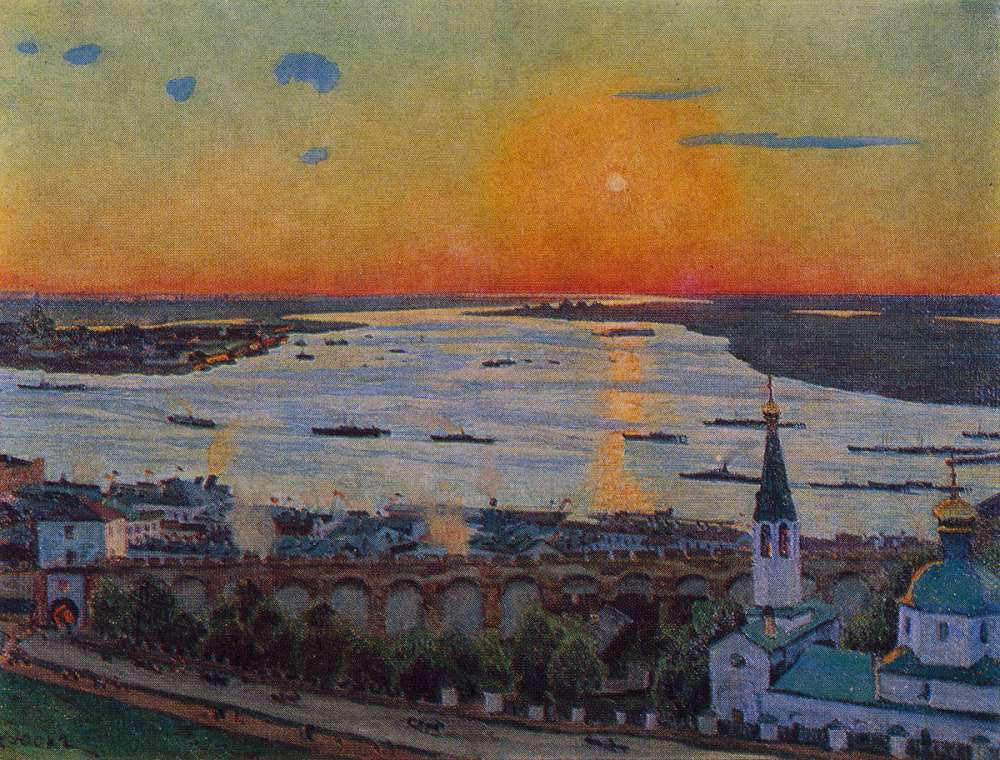
Tableau de Constantin Iouon, Crépuscule sur la Volga (1911)
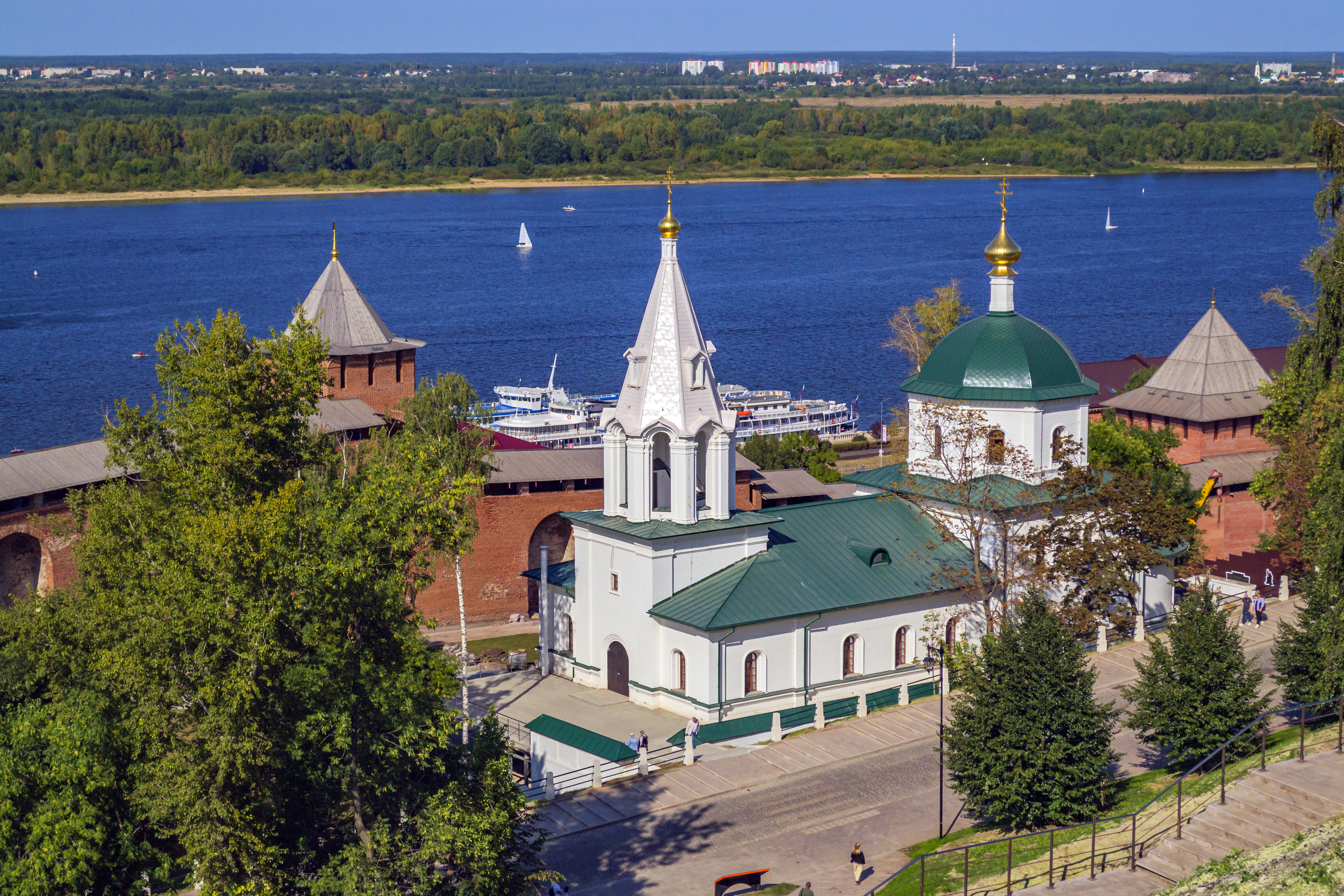
Vue de l'église reconstruite et de la tour Blanche du jardin de Minine (2021)
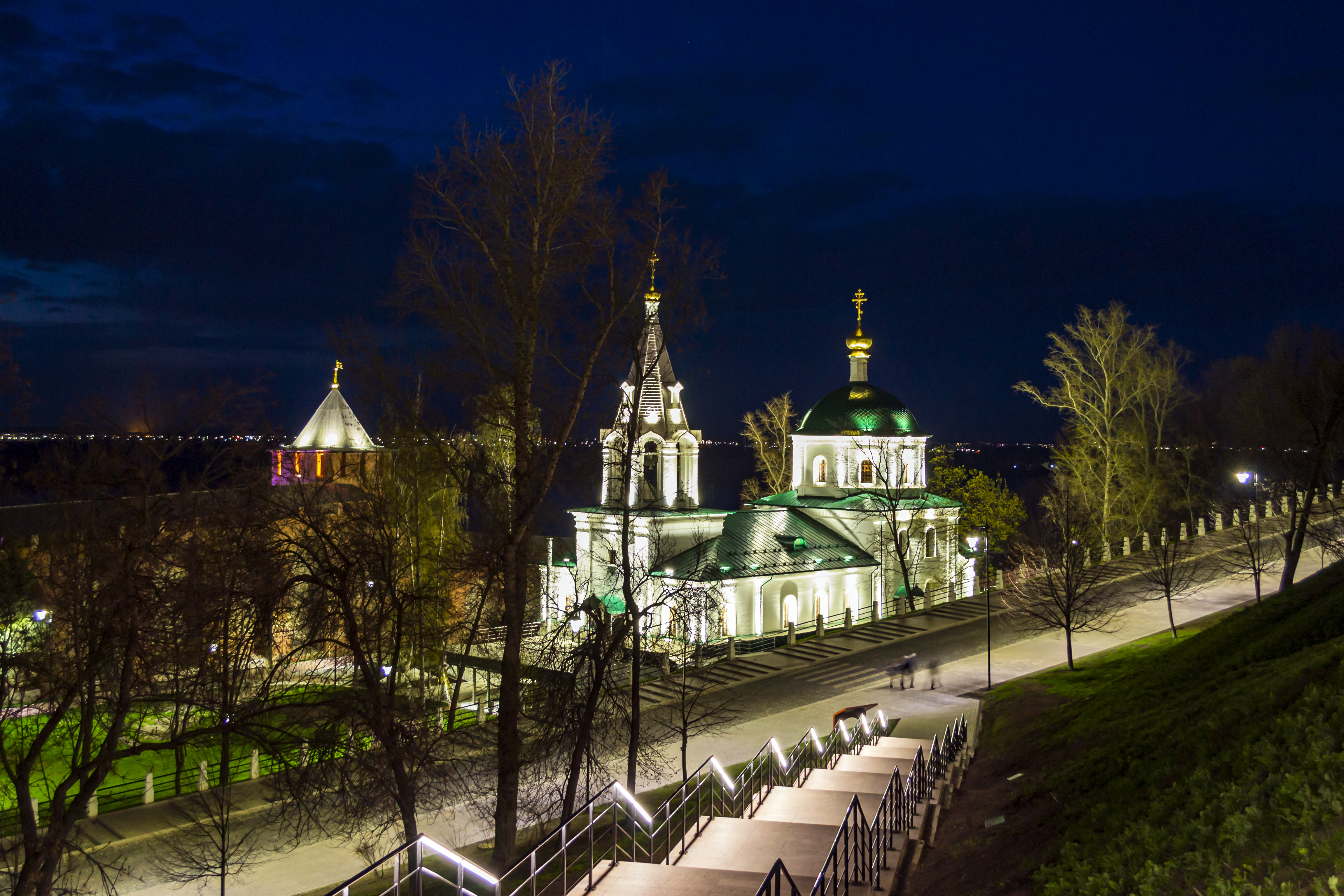
Éclairages de nuit